# Législation sur les marchés numériques
Lire en ligne

Législation sur les marchés numériques (sur Eur-lex)

La législation sur les marchés numériques (en anglais : Digital Markets Act, DMA) est un règlement européen faisant suite à une proposition législative de la Commission européenne soumise au Parlement européen et au Conseil européen le 15 décembre 2020.
La législation sur les marchés numériques est le règlement « frère » de la législation sur les services numériques (Digital Services Act) présentée à la même date aux instances législatives européennes par la Commission.
La législation a été préparée par Margrethe Vestager, vice-présidente de la commission européenne chargée de promouvoir une Europe adaptée à l’âge numérique et par Thierry Breton commissaire européen chargé du marché intérieur tous deux membres de la commission von der Leyen.

## Textes réglementaires
Le DMA est constitué par le règlement (UE) 2022/1925 du Parlement européen et du Conseil du 14 septembre 2022 relatif aux marchés contestables et équitables dans le secteur numérique.

« Le règlement s'applique aux services de plateforme essentiels fournis ou proposés par des contrôleurs d’accès à des entreprises utilisatrices établies dans l’Union ou à des utilisateurs finaux établis ou situés dans l’Union, quel que soit le lieu d’établissement ou de résidence des contrôleurs d’accès et quel que soit le droit par ailleurs applicable à la fourniture des services »

— Règlement (UE) 2022/1925
Le contrôleur d’accès est une société désignée fournissant des services de plateforme essentiels.
Pour qu'une telle société ait ce statut, il faut qu'elle corresponde à trois critères:
- poids important sur le marché intérieur ;
- fournit un service de plateforme essentiel qui constitue un point d’accès majeur permettant aux entreprises utilisatrices d’atteindre leurs utilisateurs finaux ;
- jouit d’une position solide et durable, dans ses activités, ou jouira, selon toute probabilité, d’une telle position dans un avenir proche.

Les services de plateforme essentiel concernés par le règlement sont notamment:
- services d'intermédiation en ligne ;
- moteurs de recherche en ligne ;
- services de réseaux sociaux en ligne ;
- services de plateformes de partage de vidéos ;
- services de communications interpersonnelles non fondés sur la numérotation ;
- systèmes d’exploitation ;
- navigateurs internet ;
- assistants virtuels ;
- services d'informatique en nuage ;
- services de publicité en ligne[4]

## Objectifs
La législation sur les marchés numériques vise spécifiquement les grandes sociétés numériques. La législation sur les marchés numériques définit des règles pour ces grandes plateformes en ligne. Elle vise à s'assurer qu'aucune grande plateforme en ligne qui se trouve dans une position de « contrôleur d'accès » vis‑à‑vis d'un grand nombre d'utilisateurs n'abuse de cette position au détriment des entreprises qui souhaitent accéder à ces utilisateurs.
Elle propose de considérer les grands fournisseurs de services de plateforme essentiels, comme « contrôleurs d'accès » en leur imposant de nouvelles obligations.

## Plateformes concernées
Pour qu'une plateforme soit qualifiée de contrôleur d'accès, elle doit, d'une part, dans les trois dernières années, soit réaliser un chiffre d'affaires annuel d'au moins 7,5 milliards d'euros au sein de l'Union européenne (UE), soit avoir une valorisation boursière d'au moins 75 milliards d'euros, et elle doit compter au moins 45 millions d'utilisateurs finaux mensuels et au moins 10 000 utilisateurs professionnels établis dans l'UE et être présente  dans au moins trois États membres.

## Nouvelles obligations pour les fournisseurs «contrôleurs d'accès»
Un objectif central du texte est de mettre fin aux pratiques d’auto-préférence de sociétés telles que Google, qui a la possibilité de mettre en avant ses produits dans les résultats de son moteur de recherche. Les grandes sociétés se verraient également interdire de réutiliser les données personnelles qu’elles ont collectées grâce à un produit. Par exemple, Facebook verrait son utilisation des données obtenues par sa filiale WhatsApp limitée.
Ces plateformes  ne pourront plus :  classer leurs propres produits ou services de manière plus favorable que ceux des autres acteurs du marché (auto‑préférence) ; réutiliser les données personnelles collectées lors d'une prestation pour les besoins d'une autre prestation ; établir des conditions déloyales pour les utilisateurs professionnels ; préinstaller certaines applications logicielles ; imposer aux développeurs d'application l'utilisation de certains services (système de paiement ou fournisseur d'identité par exemple).
Les compagnies qui ne remplissent pas ces nouvelles obligations risqueraient de payer des amendes pouvant aller jusqu’à 10 % de leur chiffre d’affaires mondial et en cas de récidive, une amende pouvant aller jusqu'à 20 % du chiffre d'affaires mondial.

## Nouvelles étapes
Le DMA a été envoyé par la Commission européenne au parlement européen en décembre 2020. Il a été définitivement voté par le Parlement européen le 5 juillet 2022. Son entrée en application est initialement attendue pour fin 2022 ou début 2023. Il entre en vigueur le 2 mai 2023, alors que la Législation sur les services numériques entre finalement en vigueur, pour les très grandes plateformes en ligne et les très grands moteurs de recherche, le 25 août 2023, et pour les autres plateformes et moteurs de recherche, le 17 février 2024.

## Non-respect du DMA

### Apple
Début mars 2024, 34 organisations professionnelles mettent en cause la bonne foi d'Apple : « les nouvelles conditions d’Apple tournent en dérision le Règlement sur les marchés numériques ». Parmi les règles qui entrent en vigueur le 7 mars 2024, il y a l'ouverture de l'écosystème d'Apple aux magasins d'applications tiers. Or selon les professionnels concernés, Apple ne joue pas le jeu et fait peur aux utilisateurs.
Dans le cadre du DMA, Apple annonce des changements pour son magasin d'applications, l'App Store : une commission réduite (10 % à 17 %), des frais de 3 % pour l’utilisation de son service de paiement Apple Pay, et 50 centimes par installation pour les applications dépassant un million de téléchargements, sur l’App Store ou ailleurs. Ces conditions sont vivement critiquées par Spotify, qui les juge aussi peu avantageuses que le système pré-DMA, voire pires. Elles obligent les développeurs à conserver le statu quo, déplore le service de streaming musical. De plus, Apple met en avant la question de la sécurité pour dissuader ses utilisateurs de recourir aux magasins d’applications tiers. Selon la marque à la pomme, la distribution alternative d’applications augmente les risques pour la sécurité et la confidentialité, notamment en raison des malwares, des logiciels piratés, des contenus illicites et des fraudes. Apple précise également qu’il ne sera pas responsable des remboursements, de la gestion des abonnements, des données personnelles ou des problèmes de fraude.
Parmi les autres organisations critiques envers Apple se trouve l'éditeur de jeux vidéo américain Epic Games. L'entreprise s'est retrouvée en conflit avec Apple aux États-Unis bien avant l’entrée en vigueur du DMA, accusant cette dernière de pratiques anticoncurrentielles. En effet, Epic Games reproche à Apple de prélever une commission de 30 % sur les transactions de l'App Store et d'imposer l'utilisation de son système de paiement intégré. Le 13 août 2020, Epic Games enfreint ces règles en introduisant un système de paiement direct dans son jeu Fortnite. En réponse, Apple retire le jeu de l’App Store, ce qui conduit Epic Games à engager des poursuites judiciaires contre l’entreprise. En janvier 2024, le litige se clôt avec l'obligation pour Apple de permettre des systèmes de paiements tiers, toutefois sans violation reconnue du droit de la concurrence.
En revanche, la résolution du litige entre Epic et Apple dans le cadre européen est différente, la Commission européenne s'étant saisie du conflit, qui constitue le « premier test » du Digital Markets Act. Le 24 juin 2024, la Commission européenne, lance deux procédures, accusant Apple de violer le DMA en limitant la promotion des alternatives à l’App Store et en dissuadant les utilisateurs. Tim Sweeney, PDG d’Epic Games, se dit « extrêmement reconnaissant envers la Commission européenne », tandis qu’Apple affirme respecter le DMA tout en insistant sur la protection de la sécurité et de la vie privée des utilisateurs. Le 16 août 2024, Epic Games lance son magasin alternatif sur les appareils iPhone dans l’Union européenne, qui comprend son jeu phare Fortnite, ainsi que Rocket League Sideswipe et Fall Guys.